# Riłska reka
Riłska reka (bułg. Рилска река) – rzeka w zachodniej Bułgarii, lewy dopływ Strumy w zlewisku Morza Egejskiego. Długość – 51 km, powierzchnia zlewni – 392 km², średni przepływ – 6,2 m³/s.
Źródła rzeki Riłskiej znajdują się w centralnej części gór Riła. Rzeka płynie na zachód przez zachodnią część tych gór i uchodzi do Strumy koło wsi Barakowo. Na rzece są dwie elektrownie wodne – Riła i Pastra.